# Molpadia infesta
Molpadia infesta is een zeekomkommer uit de familie Molpadiidae.
De wetenschappelijke naam van de soort werd in 1915 gepubliceerd door H. Ohshima.